# Cleome insolata
Cleome insolata är en paradisblomsterväxtart som beskrevs av Philip Sydney Short. Cleome insolata ingår i släktet paradisblomstersläktet, och familjen paradisblomsterväxter. Inga underarter finns listade i Catalogue of Life.